# Придыхательный голос
Придыхательный голос, субтон (англ. murmured voice) — тип фонации, при котором через голосовую щель проходит больше воздуха, чем при обычном голосе.
Звук [ɦ] (на самом деле не спирант) представляет собой гласный с придыхательным голосом. Однако в некоторых языках (финский и т. п.) происходит сближение голосовых складок, что делает его фрикативным.
Некоторые млекопитающие (норки) также издают придыхательный голос.
В Международном фонетическом алфавите для него есть символ " ̤ ".